# باشگاه فوتبال موکا
باشگاه فوتبال موکا یک تیم فوتبال حرفه‌ای دومینیکنی است که در موکا، جمهوری دومینیکن واقع شده است، که در سال ۱۹۷۱ تأسیس شد. ورزشگاه خانگی آنها مجموعه ورزشی موکا ۸۶ است. این تیم در لیگ فوتبال دومینیکن بازی می‌کند.